# Lobulomycetes
Lobulomycetes é uma classe monotípica de fungos do grupo dos quitrídios, pertencente à divisão Chytridiomycota, cuja única ordem é Lobulomycetales, com duas famílias.

## Descrição
Apresentam talo monocêntrico, eucárpico, com desenvolvimento endógeno; zoósporo com tampão flagelar opaco, extensões anteriores ou posteriores do tampão; um ou dois glóbulos lipídicos; ausência de raiz de microtúbulos, aparelho de Golgi, inclusão estriada e corpos eletropacos próximos ao cinetossoma. Presente no solo, matéria orgÂnica em decomposição e em habitats marinhos e de água doce.

## Classificação
Na sua presente circunscrição taxonómica o grupo apresenta a seguinte estrutura:
- Lobulomycetes
  - Lobulomycetales
    - Alogomycetaceae
    - Lobulomycetaceae